# Terezinha
Terezinha es un municipio brasileño del estado de Pernambuco. Administrativamente está compuesto por el distrito sede. Tiene una población estimada al 2020 de 7 198 habitantes.

## Historia
Los primeros asentamientos del lugar comenzaron alrededor de un mercado en la Casa de campo Limeira. Terezinha (1948 - 1964) en 1963, Abílio Alves de Miranda junto con Adauto Gomes lucharon para transformar a Terezinha en un Municipio, hasta que lo lograron el 20 de diciembre de 1963 por la ley provincial n.º 4.958. En 1964 fue instalado el municipio, con Antônio Régis como alcalde interino (indicado por el gobernador Miguel Arraes).